# Fiji Airways
Fiji Airways (precedentemente nota come Air Pacific) è la compagnia aerea di bandiera delle Fiji e opera servizi internazionali dai suoi hub nelle Fiji verso 13 paesi e più di 20 città tra cui Australia, Nuova Zelanda, Samoa, Tonga , Tuvalu, Kiribati, Vanuatu e Isole Salomone (Oceania), Hong Kong, Giappone, Singapore e Stati Uniti. Ha una rete estesa di 108 destinazioni internazionali attraverso i suoi partner in codeshare. Il Fiji Airways Group attira il 64% di tutti i visitatori che volano alle Fiji, impiega oltre 1000 dipendenti e guadagna oltre 815 milioni di dollari figiani (390 milioni di dollari USA).
Il primo volo commerciale come Fiji Airways è stato effettuato nel 1951, ma le origini della compagnia aerea risalgono a Katafaga Estates Ltd. costituita nel 1947. Dopo essere stata acquisita da Qantas nel 1958, Katafaga Estates è stata riorganizzata come compagnia aerea regionale e ribattezzata Air Pacific. Nel maggio 2012, l'amministratore delegato David Pflieger ha annunciato che, come ultima parte del successo della svolta della compagnia aerea, sarebbe tornata al suo antico nome di Fiji Airways per rafforzare il suo ruolo di compagnia di bandiera delle Fiji. Il governo delle Figi possiede il 52% della compagnia aerea e Qantas il 46%, mentre i governi di diverse nazioni insulari del Pacifico detengono il resto.
La compagnia aerea prevede di sostituire i suoi Boeing 737-800 con i nuovi 737 MAX 8, a un prezzo di listino di circa 110 milioni di dollari ciascuno. Due dei sono arrivati nel 2018 e i restanti nel 2021, insieme al noleggio di due Airbus A350-900. Gli aerei sono destinati ai servizi regionali di Fiji Airways verso Australia, Nuova Zelanda, Hawaii, Kiribati, Samoa, Isole Salomone, Tonga e Vanuatu.

## Storia

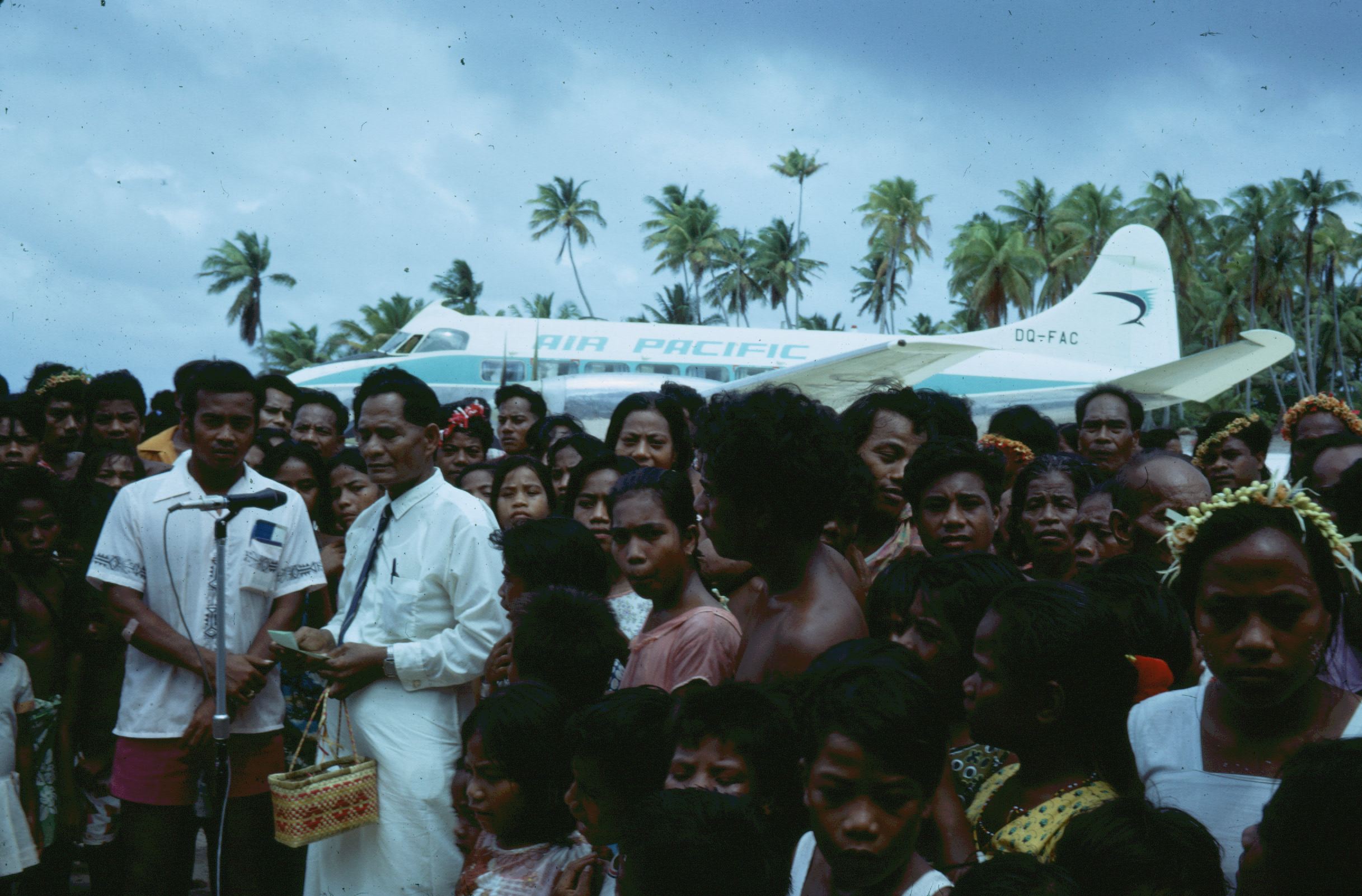
Un De Havilland Heron al suo volo inaugurale verso Kiribati.

### Le origini
La compagnia aerea venne fondata dall'aviatore australiano Harold Gatty che nel 1931 era stato il navigatore di un volo da record intorno al mondo insieme a Wiley Post. Gatty si trasferì alle Fiji dopo la seconda guerra mondiale e registrò la compagnia aerea nel 1947 come Katafaga Estates Ltd. Gatty ribattezzò la compagnia Fiji Airways nel settembre 1951. Il neozelandese Fred Ladd è stato il primo capo pilota di Fiji Airways.

### Air Pacific

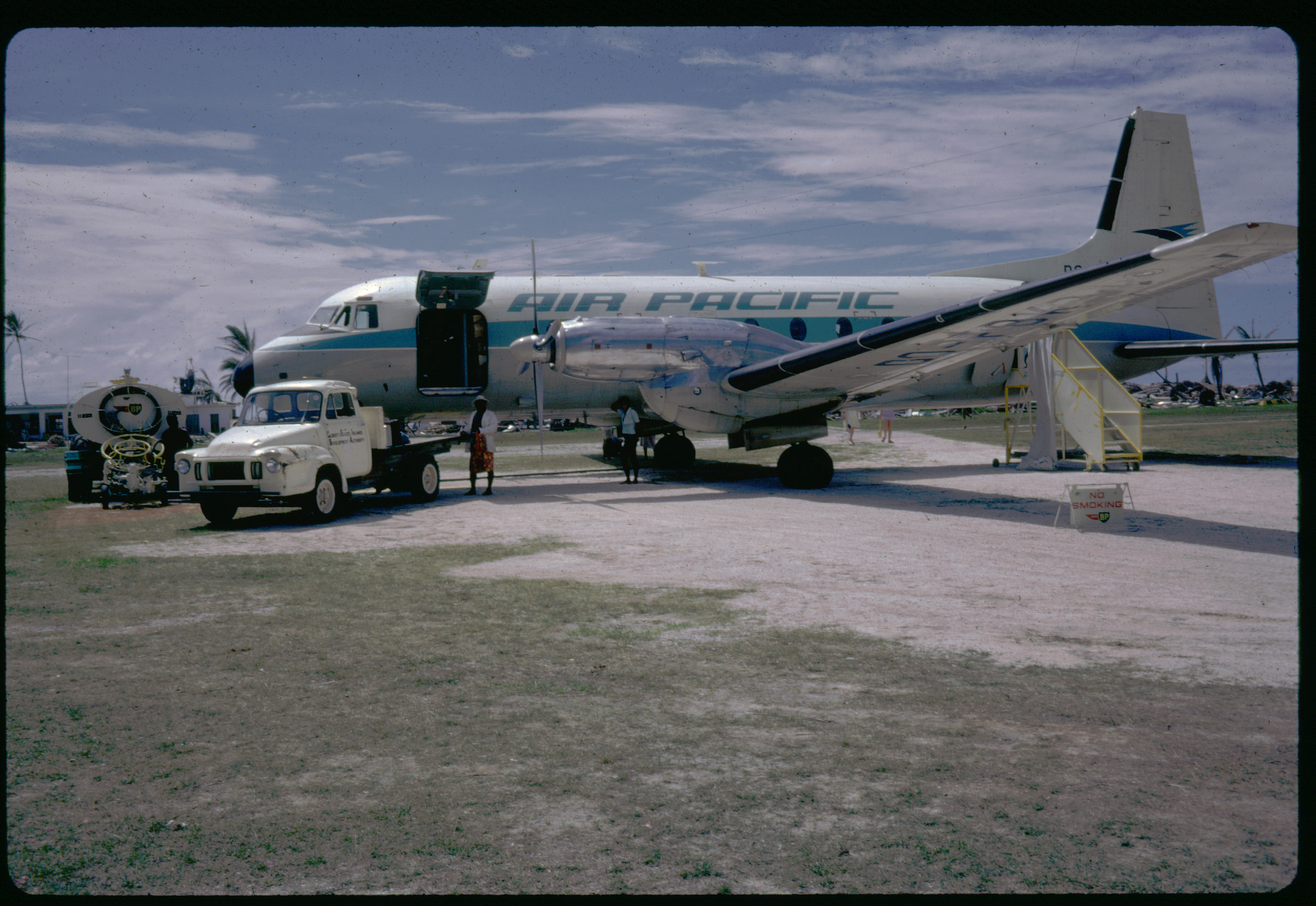
un Hawker Siddeley HS 748 a Funafuti nel 1972.

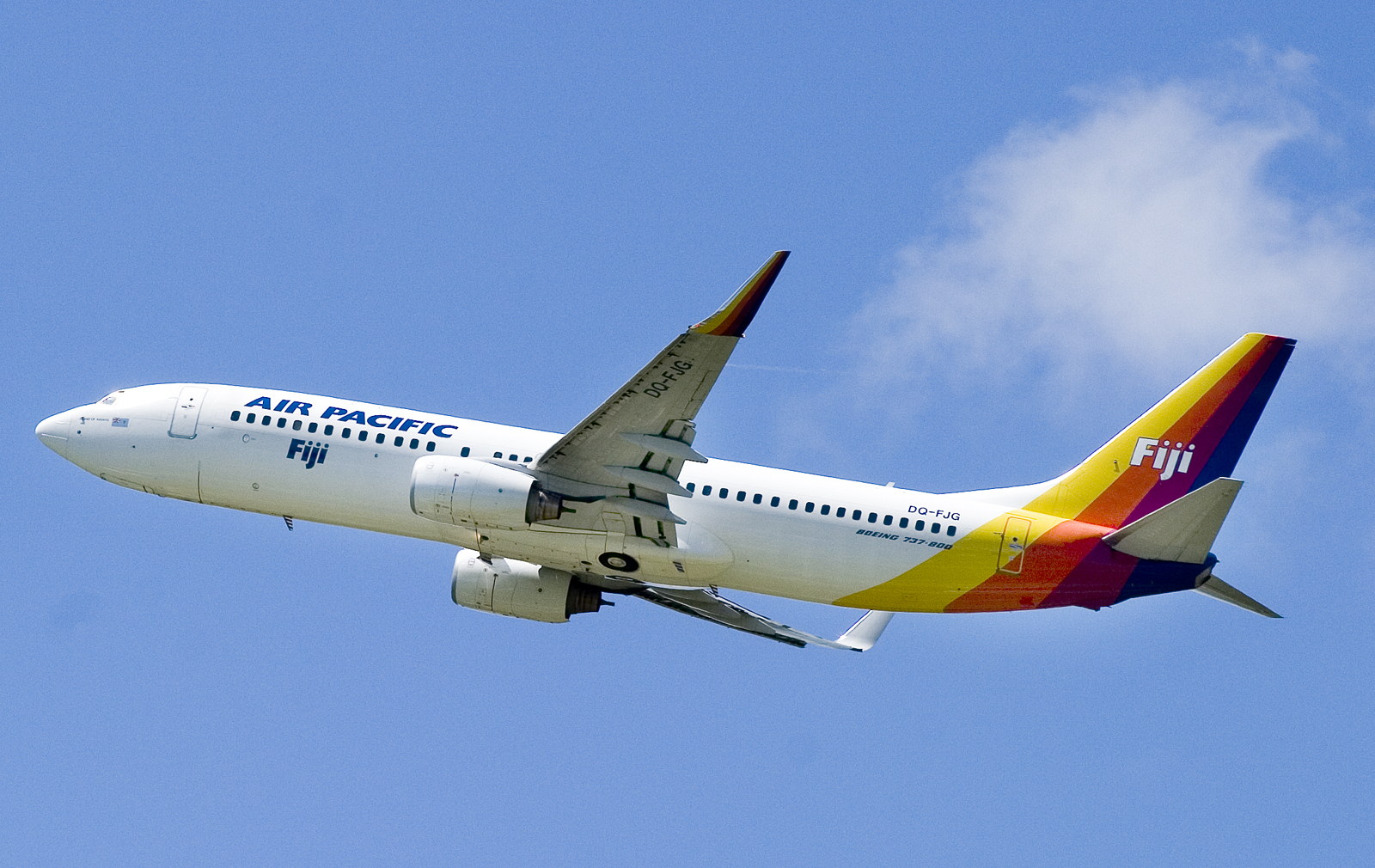
Un Boeing 737 di Air Pacific.

Dopo la morte di Gatty nel 1958, Fiji Airways fu acquisita da Qantas. Inizialmente, Qantas cercò di creare supporto internazionale per una compagnia aerea multinazionale, condivisa e regionale. Nel 1966, gli azionisti di Fiji Airways includevano i governi di Tonga, Samoa occidentali, Nauru, Kiribati e Isole Salomone. Nel 1968, Qantas, Air New Zealand, British Overseas Airways Corporation e il governo delle Figi detenevano partecipazioni uguali.
Dopo che le Figi ottennero l'indipendenza dalla Gran Bretagna nel 1970, il nuovo governo nazionale iniziò ad acquistare azioni e la compagnia aerea fu ribattezzata Air Pacific per riflettere la sua presenza regionale.
All'inizio degli anni settanta, sette governi delle isole del Pacifico, alcuni ancora sotto il dominio britannico all'epoca, detenevano azioni di Air Pacific, oltre alle azioni detenute da Qantas, Air New Zealand e dalla British Overseas Airways Corporation. Tuttavia, l'idea di una compagnia aerea regionale aveva perso supporto poiché alcuni dei governi delle isole del Pacifico, che avevano sottoscritto azioni, le avevano vendute per creare le proprie compagnie aeree nazionali.
Negli anni settanta il turismo divenne l'industria principale della nazione, il che rese la compagnia aerea ancora più importante per l'economia delle Fiji; il governo acquisì una partecipazione di controllo in Air Pacific nel 1974. Nel 1981, il New York Times pubblicò un articolo che includeva dettagli sul piano del governo delle Figi di rilevare più azionisti per ottenere un maggiore controllo di Air Pacific come compagnia aerea nazionale. Tuttavia, la compagnia non ricevette sussidi dal governo e dovette acquistare i propri aerei in autonomia.
Negli anni novanta, la compagnia aerea trasferì la sua sede dalla capitale Suva alla città costiera di Nadi, dove si trova il principale aeroporto internazionale. L'azienda vi costruì anche un elaborato centro di manutenzione per gli aerei.
Nel 2007, Air Pacific acquisì Sun Air, una compagnia aerea nazionale, ribattezzandola Pacific Sun e iniziando a farla operare come sussidiaria nazionale e regionale di Air Pacific. Nel maggio 2012, l'amministratore delegato e CEO Dave Pflieger annunciò che la compagnia aerea, che stava completando con successo un'inversione di tendenza che includeva la ristrutturazione e la ri-flottazione, sarebbe stata ribattezzata "Fiji Airways" per aiutare a migliorare le vendite e il marketing. Nel giugno 2014, Pacific Sun venne rinominata Fiji Link.

### Fiji Airways
Nel maggio 2012, la compagnia aerea annunciò che avrebbe cambiato il marchio e sarebbe tornato al suo nome originale di Fiji Airways, con il rebranding in coincidenza della consegna di un Airbus A330 nel 2013. Il nuovo marchio di Fiji Airways, un "simbolo Masi che incarna le Fiji e migliora il nuovo nome della compagnia di bandiera delle Fiji", è stato annunciato dall'amministratore delegato e CEO Dave Pflieger il 17 agosto 2012. Il design è stato creato dall'artista locale delle Fiji Masi, Makereta Matemosi. La nuova identità del marchio e la combinazione di colori della compagnia aerea sono state completamente rivelate dal CEO e Primo Ministro delle Fiji in un evento formale a Suva il 10 ottobre 2012, in concomitanza con il Fiji Day.
Il rebranding in Fiji Airways è avvenuto ufficialmente il 27 giugno 2013. Il cambio di nome mirava ad associare la compagnia aerea più strettamente alla nazione e ad essere più visibile nei risultati di ricerca. Anche durante il rebranding di Air Pacific in Fiji Airways, è stata lanciata una nuova linea di divise per gli equipaggi, progettata dalla designer francese Alexandra Poenaru-Philp. In Cina, il nome Air Pacific veniva spesso confuso con la compagnia aerea di Hong Kong Cathay Pacific, la compagnia aerea filippina Cebu Pacific e una compagnia cinese di aria condizionata. Con il rebranding è arrivato un cambio di nome per le classi di prenotazione. La Pacific Voyager (economia) e la Tabua Class (business) di Air Pacific sono diventate l'Economy e la Business Class di Fiji Airways. La compagnia aerea ha anche lanciato un nuovo sito Web.

## Flotta

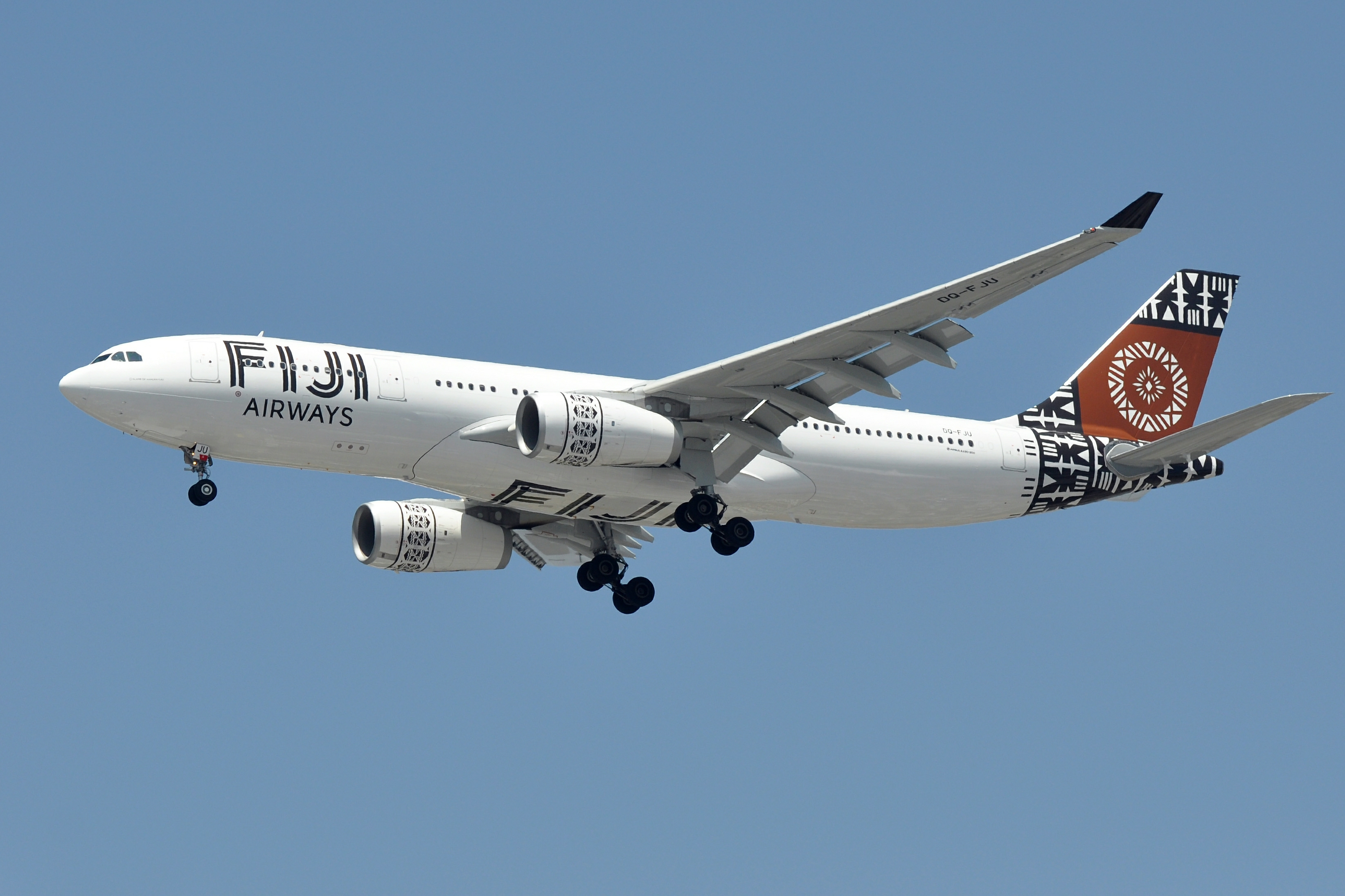
Un Airbus A330-200.

A dicembre 2022 la flotta di Fiji Airways è così composta: